# São Pedro (São Paulo)
São Pedro es un municipio brasileño del estado de São Paulo. Se localiza a una latitude 22º32'55" sur y la una longitud 47º54'50" oeste, estando a una altitud de 550 metros. Su población estimada en 2014 era de 33.966 habitantes. Posee una área de 609,091km². 

## Estancia turística
São Pedro es uno de los 29 municipios paulistas considerados estancias turísticas por el Estado de São Paulo, por cumplir determinados requisitos definidos por ley provincial. Tal estatus garantiza a esos municipios un presupuesto mayor por parte del estado para la promoción del turismo regional. También, el municipio adquiere el derecho de agregar junto a su nombre el título de Estancia Turística, término por el cual pasa a ser designado tanto por el expediente municipal oficial cuánto por las referencias provinciales.

## Historia
Los hermanos Joaquim, José y Luiz Teixeira de Barros, venidos de Itu, compraron la Sesmaria dos Pinheiros donde es hoy São Pedro. Vinieron con ellos: esclavos, empleados y familiares. En esta misma área pasaba el Picadão, camino que partía de São Paulo hacia Cuiabá y donde es hoy el centro histórico había el llamado Pouso del Picadão, que era cuidado por el tropeiro Floriano de Costa Pereira, el Florianão.
De los hermanos Teixeira de Barros, Joaquim fue considerado el “poblador” y según la costumbre erigió una capilla que tenía como patrón San Sebastián. Autorizado por la Iglesia Católica recibió el nombre de Capela del Picadão.
El nombre y el patrón no agradaron a la población e inmediatamente fue cambiado para Capela de São Pedro. La fertilidad de la tierra atrajo otras familias, en 1864 el pueblo fue elevado a freguesia. En 1867 llegó el primer sacerdote, padre Aurélio Votta, italiano. En 1879 el Barón de Iguape, Capitán Veríssimo Antônio de Silva Prado aquí establecido como estanciero, consiguió la elevación de la freguesia para la categoría de Vila. En la secuencia, 1881, São Pedro consiguió su emancipación de Piracicaba y en 1882 la comarca y llegó el primer juez, João Baptista Pinto de Toledo.
En la década de 1890, la inmigración italiana y la producción de café proyectaron el municipio.
Cuando entonces en 1893 llegó el ramal del ferrocarril. En esta época del café fue instalada la Santa Casa de Misericórdia, el cementerio, escuela, cadena, ayuntamiento y cámara además de la iglesia matriz.
En la década de 1920 a busca de petróleo descubrió fuentes de aguas y el inicio de las Termas de São Pedro,hoy Aguas de São Pedro que fue emancipado en la década de 1940. Alrededor de 1934, los entonces directores de la Compañía Petróleos de Brasil, creada por Monteiro Lobato en 1931, Ângelo Balloni y Vittorio Miglieta, coordinaron la instalación del pozo Balloni II, que se hizo un marco por ser considerado el pozo de mayor profundidad perforada alcanzada en Brasil (1.815 m). La sonda permanece hasta hoy en el local .

## Geografía
- Zona Rural: 05.464
- Zona Urbana: 32.433
- Número de Habitantes: 37.897
- Clima: Tropical de Altitud
- Altitud: 580m del nivel del mar
- Alto de la Sierra: 950m del nivel del mar
- Temperatura Máx.: 28 °C.
- Temperatura Min.: 15 °C.
- Índice Pluviométrico: 1.175,5 mil/año
- Vientos Predominantes: Sudeste
- Topografía: Zonas montañosas, llanuras y de las bajadas
- Superficie: 596km (24.710 alqueires o 59.600 hectáreas)

### Hidrografía
- Río Piracicaba, río histórico que divide São Pedro y el municipio de Piracicaba.

#### Riberos
- Pinheiro
- Samambaia

### Transporte
- Aeropuerto de São Pedro (no asfaltado)
- El aeropuerto en WikiMapia

### Carreteras
- SP-304
- SP-191

## Comunicaciones
La ciudad fue atendida por la Companhia Telefônica Brasileira (CTB) hasta 1973, cuando pasó a ser atendida por Telecomunicações de São Paulo (TELESP), que construyó la central telefónica que se utiliza hasta el día de hoy. En 1998 esta empresa fue privatizada y vendida a Telefônica, y en 2012 la empresa adoptó la marca Vivo para sus operaciones de telefonía fija.

## Religión
El Cristianismo está presente en la ciudad de la siguiente manera:

### Iglesia Católica
La iglesia católica del municipio forma parte de la Diócesis de Piracicaba.

### Iglesia Protestante
En la ciudad están presentes las más diversas creencias evangélicas, principalmente pentecostales, incluidas las Asambleas de Dios de Brasil (la iglesia evangélica más grande del país), Congregación Cristiana, entre otras. Estas denominaciones están creciendo cada vez más en todo Brasil.